# White Rabbit Project

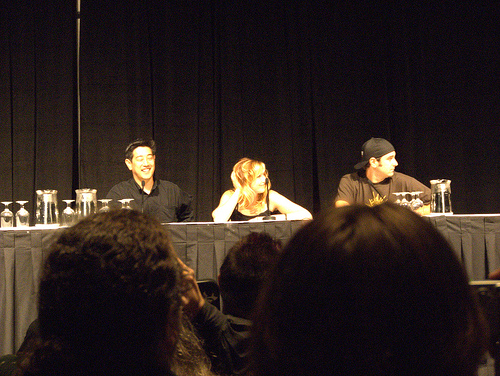
Imagen descriptiva que ilustra el texto.

White Rabbit Project es una serie original de Netflix protagonizada por Grant Imahara, Tory Belleci y Kari Byron, el antiguo equipo de MythBusters, cazadores de mitos, que se estrenó el 9 de diciembre de 2016. Según el argumento oficial, el equipo investiga temas como escapar de prisión, tecnología sobre superpoderes, asaltos y armas locas de la Segunda Guerra Mundial, que exploran a través de experimentos, compilaciones y pruebas.

## Producción
El programa se anunció por primera vez en la Dragon Con 2016. Está producido por John Luscombe, Ryan Senter y Martyn Ives, de Beyond Productions, la misma compañía de Cazadores de mitos.

## Episodios
1. Superpoder Tecnológico
2. Fugas increíbles
3. Armas de la Segunda Guerra Mundial
4. Artistas de la estafa
5. ¡Atraco!
6. Que la fuerza G esté contigo
7. Tecnología que amamos odiar
8. ¿Dónde está mi hoverboard?
9. Inventos adelantados a su época
10. Locos por la velocidad